# Nichollssaura
Nichollssaura borealis
Genre
Espèce
Nichollssaura est un genre fossile de plésiosaures de la famille des leptocleididés ayant vécu dans la mer Boréale du Crétacé inférieur en Amérique du Nord.
L'espèce type et seule espèce connue est Nichollssaura borealis, trouvée dans le Crétacé inférieur (Albien inférieur) dans la formation Clearwater près de Fort McMurray en Alberta (Canada), et décrite par Patrick S. Druckenmiller (d) et Anthony Patrick Russell (d) en 2008.
Nichollssaura comble une lacune d'environ 40 millions d'années dans les archives fossiles des plésiosaures d'Amérique du Nord.

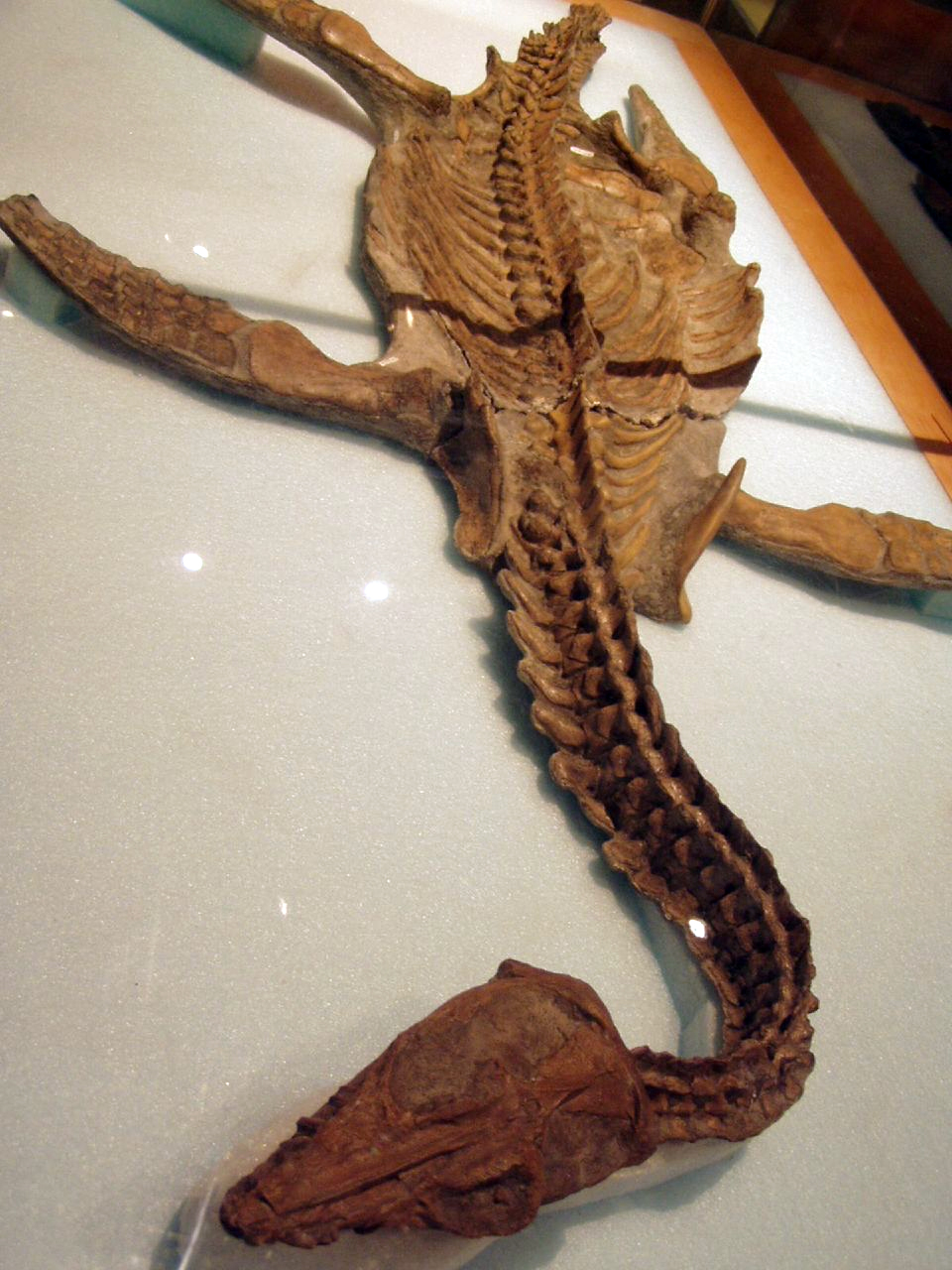
Fossile de Nichollssaura borealis exposé au Royal Tyrrell Museum.

## Description
Le spécimen type a été découvert dans une mine de sables bitumineux de la société Syncrude Canada Ltd, près de Fort McMurray, en Alberta, en 1994. Le fossile est exposée au Musée royal Tyrrell de Paléontologie, il ne manque que la patte avant gauche et sa scapula, perdues lorsque la bête a été découverte accidentellement par les opérateurs de pelles mécaniques de 100 tonnes, Greg Fisher et Lorne Cundal.

## Étymologie
Le fossile, nommé d'après "Betsy" Nicholls, le conservateur paléontologique, s'appelait à l'origine Nichollsia borealis, mais Nichollsia était déjà utilisé (pré-occupé) par un genre d'isopodes. Aussi, les auteurs ont proposé Nichollssaura comme nom générique de remplacement en 2009.

## Classification
Cladogramme de la famille des Leptocleididae basé sur l'analyse de Ketchum (d) et Benson (d) en 2011 :
En complément, on peut aussi consulter l'image de 2013, concernant la phylogénie complète des plésiosaures :
| Phylogénie complète 2013 des plésiosaures. |

|              | Umoonasaurus                                                 |
|              |                                                              |
| Leptocleidus | \| \| L. capensis \| \| \| \| \| \| L. superstes \| \| \| \| |
|              | \| \| L. capensis \| \| \| \| \| \| L. superstes \| \| \| \| |
|              | L. capensis                                                  |
|              |                                                              |
|              | L. superstes                                                 |
|              |                                                              |

|  | L. capensis  |
|  |              |
|  | L. superstes |
|  |              |

|              | Umoonasaurus                                                 |
|              |                                                              |
| Leptocleidus | \| \| L. capensis \| \| \| \| \| \| L. superstes \| \| \| \| |
|              | \| \| L. capensis \| \| \| \| \| \| L. superstes \| \| \| \| |
|              | L. capensis                                                  |
|              |                                                              |
|              | L. superstes                                                 |
|              |                                                              |

|  | L. capensis  |
|  |              |
|  | L. superstes |
|  |              |

|              | Umoonasaurus                                                 |
|              |                                                              |
| Leptocleidus | \| \| L. capensis \| \| \| \| \| \| L. superstes \| \| \| \| |
|              | \| \| L. capensis \| \| \| \| \| \| L. superstes \| \| \| \| |
|              | L. capensis                                                  |
|              |                                                              |
|              | L. superstes                                                 |
|              |                                                              |

|  | L. capensis  |
|  |              |
|  | L. superstes |
|  |              |

|              | Umoonasaurus                                                 |
|              |                                                              |
| Leptocleidus | \| \| L. capensis \| \| \| \| \| \| L. superstes \| \| \| \| |
|              | \| \| L. capensis \| \| \| \| \| \| L. superstes \| \| \| \| |
|              | L. capensis                                                  |
|              |                                                              |
|              | L. superstes                                                 |
|              |                                                              |

|  | L. capensis  |
|  |              |
|  | L. superstes |
|  |              |